# Porcellio peninsulae
Porcellio peninsulae is een pissebed uit de familie Porcellionidae. De wetenschappelijke naam van de soort is voor het eerst geldig gepubliceerd in 1944 door Karl Wilhelm Verhoeff.